# Kathedraal van Besançon
De Kathedraal van Besançon (Cathédrale Saint-Jean of Sint-Janskathedraal) is de rooms-katholieke kathedraal van Besançon in Frankrijk.
Onder het Heilige Roomse Rijk was het de hoofdkerk van het prinsaartsbisdom Besançon, tot heden van het aartsbisdom Besançon. De eerste kathedraal in de stad Bisanz werd gebouwd onder Karel de Grote maar was pas klaar in het jaar van diens overlijden (814). Zij werd volledig verbouwd in de 12e eeuw en nog eens in de 18e eeuw.
De kathedraal bevat onder meer het praalgraf van kardinaal de Rohan-Chabot.
Naast de kathedraal bevindt zich de Square Castan met resten van Romeinse opgravingen.